# Lepoglava
Lepoglava (Duits: Schönhaupt) is een stad met 8718 inwoners (2001) in de Kroatische provincie Varaždin.
De stad is bekend door haar gevangenis, de oudste van Kroatië, waar sinds 1854 onder uiteenlopende regimes onder meer vele politie gevangenen hebben gezeten, waaronder Josip Broz Tito en Franjo Tuđman.
Kloskant van Lepoglava staat sinds 2009, samen met kant van de eilanden Pag en Hvar, op de immateriële werelderfgoedlijst van de Unesco.

## Plaatsen in de gemeente
Bednjica, Crkovec, Donja Višnjica, Gornja Višnjica, Jazbina Višnjička, Kamenica, Kamenički Vrhovec, Kameničko Podgorje, Lepoglava, Muričevec, Očura, Viletinec, Vulišinec, Zalužje, Zlogonje en Žarovnica.
Steden (gradovi): Varaždin · Ivanec · Lepoglava · Ludbreg · Novi Marof · Varaždinske Toplice

Gemeenten (općine): Bednja · Beretinec · Breznica · Breznički Hum · Cestica · Donja Voća · Gornji Kneginec · Jalžabet · Klenovnik · Ljubešćica · Mali Bukovec · Martijanec · Maruševec · Petrijanec · Sračinec · Sveti Đurđ · Sveti Ilija · Trnovec Bartolovečki · Veliki Bukovec · Vidovec · Vinica · Visoko